# Портос
Портос (фр. Porthos), он же — барон дю Валлон де Брасье де Пьерфон (фр. baron du Vallon de Bracieux de Pierrefonds, личное имя неизвестно) — королевский мушкетёр, персонаж произведений Александра Дюма: романов «Три мушкетёра», «Двадцать лет спустя» и «Виконт де Бражелон, или Десять лет спустя», пьес «Юность мушкетёров», «Мушкетёры» и «Узник Бастилии». Его имя присвоено астероиду (229737) Портос.

## У Дюма
В «Трёх мушкетёрах» он, как и Атос и Арамис, фигурирует под псевдонимом «Портос». Причём Портос впервые знакомится с д’Артаньяном, когда тот бросается в погоню за незнакомцем из Менга. Позже выясняется, что он носит фамилию дю Валлон. В «Двадцати лет спустя» благодаря покупке новых поместий, названия которых присоединяются к его фамилии, его именем становится господин дю Валлон де Брасье де Пьерфон, затем он получает баронский титул во время событий Фронды.
Портос, честный и слегка доверчивый человек громадного роста с недюжинной силой, интересуется только материальным благополучием, наслаждаясь вином, женщинами и пением. Его умение хорошо поесть произвело впечатление даже на Людовика XIV на обеде в Фонтенбло. По ходу романов он всё больше похож на гиганта, а его смерть сравнима со смертью титана. Его шпага носит прозвище Бализарда — это имя взято из рыцарского романа «Неистовый Роланд» Ариосто, так назывался волшебный меч, которым владел Роджеро.
Во времена романа «Три мушкетёра» (1625—1628) он, очевидно, имел мало земли и других источников дохода. В конечном счёте он смог получить необходимые средства от немолодой жены пожилого адвоката Кокнара (с которой у него был роман) для экипировки перед осадой Ла-Рошели. В книге «Двадцать лет спустя» он предстает перед читателем уже как богатый человек, имевший во владении 3 замка-имения (Валлон, Брасье и Пьерфон), а также 40 тысяч ливров годового дохода. В конце книги «Двадцать лет спустя» он также сумел добиться того о чём мечтал многие годы — стал бароном.
Начиная с книги «Двадцать лет спустя», Портос также упоминается как плотный, при этом очень сильный человек, который мог при помощи физической силы совершать невероятные вещи (в замке в Рюэе он сломал прутья решётки на окне голыми руками, а в своем замке он, по его собственным словам, сумел повторить все подвиги Милона Кротонского, не сумев лишь разорвать веревку головными мускулами. Рассказ о его смерти аналогичен рассказу о другом древнем атлете, Полидаманте). В книге «Десять лет спустя» Д’Артаньян также наблюдал, как Портос в одной из крепостей таскал руками невиданных размеров камни. Кроме того, в ней упоминается невероятный аппетит Портоса, который на ужине у короля Людовика XIV сумел съесть больше короля, благодаря чему удостоился похвалы, а Людовик сказал что при дворе тот может легко стать не только бароном, но ещё и герцогом и даже пэром.
Возраст Портоса ни в одной книге не упоминается, однако по событиям и его службе в полку Де Тревилля можно судить о том, что он был близок по возрасту к Атосу (которому было 28 лет) и Арамису, которому было 22 или 23 года.
О личной жизни Портоса известно мало. После смерти господина Кокнара в конце первой книги «Три мушкетёра» он женился на немолодой госпоже Кокнар, от которой получил всё свое состояние, однако уже во второй книге «Двадцать лет спустя» Портос упоминает, что «потерял госпожу Дю Валлон 3 года назад», а также то, что характер её был не очень покладистым. Тем не менее Портос о ней явно тосковал и в книге «Десять лет спустя» в разговоре с Д’Артаньяном на приеме у господина де Мольера при снятии мерок для своей одежды, Портос говорит, что предпочёл бы называть его Покленом, поясняя, что «Пок» легко заменяет у себя в голове на «Кок», а «лен» на «нар», вспоминая таким образом свою умершую жену. В этой же книге упоминается его непродолжительный роман с девушкой по имени Гретхен, которую они с Д’Артаньяном предпочитали называть «Трюшен».

### Прототип
Весьма неточным прототипом Портоса является мушкетёр Исаак де Порто (фр. Isaac de Portau; 1617—1712), родившийся в По, в старинной беарнской дворянской протестантской семье. Его родовая фамилия происходит от названия пиренейских горных замков porthaux, или portes, напоминающих английские сторожевые башни пиль-тауэр. Отец Исаак де Порто-старший служил нотариусом при Беарнских Провинциальных штатах, был богатым землевладельцем и пользовался покровительством Жака де Лафосса, королевского наместника в Беарне. Его матерью была Анна д’Аррак, дочь проповедника в церкви Одо. Прототип Портоса досрочно вышел в отставку и уехал в Гасконь в результате полученных на войне ранений. После 1650 года он занимал должность хранителя боеприпасов гвардии в крепости Наварренс, такие должности обычно давали отставным военным.
Другим прототипом Портоса был отец писателя — генерал Тома-Александр Дюма.

## Продолжения
Израильский писатель Даниэль Клугер написал роман «Мушкетёр», в котором, основываясь на имени Исаак де Порту и упомянутом в трилогии Дюма его «подсознательном» знании испанского, выдвигает версию, согласно которой Портос происходил из семьи еврейских беженцев из Португалии, и его поведение в Париже во многом было вызвано стремлением отвести от себя подозрения в «позорном» происхождении: родившись, как и многие другие мушкетёры, в Гаскони, он представляется выходцем из Пикардии (более далёкой от Испании и Португалии), разговаривает медлительно, чтобы скрыть акцент, и выглядит тугодумом, и т. д. Действие романа разворачивается до приезда д’Артаньяна в Париж.
Писатель Поль Махален (Paul Mahalin) Архивная копия от 4 июня 2009 на Wayback Machine (псевдоним Эмиля Блонде) написал роман «Сын Портоса» в стиле Дюма как продолжение истории мушкетёров. В нём говорится о том, что Портос, будучи «инженером» на острове Бель-Иль, завёл тайный роман с прекрасной фермершей Корантиной, и у неё уже после гибели Портоса родился сын Жоэль. Сын Портоса становится героем Франции, получает от короля титул шевалье де Локмариа и становится губернатором родного острова.

## В топонимике
- В честь Портоса в 1855 году участниками американской экспедиции Д. Роджерса была названа гора на чукотском острове Аракамчечен. Впоследствии это название было заменено на чукотское[4].

## В кинематографе
- Джордж Сигман — Три мушкетёра / The Three Musketeers (США; 1921) режиссёр Фред Нибло.
- Шарль Мартинелли
  1. Сериал Три мушкетёра / Les Trois Mousquetaires (Франция; 1921) режиссёр Анри Диаман-Берже.
  2. 20 лет спустя Vingt ans après (Франция; 1922) режиссёр Анри Диаман-Берже.
- Тайни Сэндфорд — Железная маска / The Iron Mask (США; 1929) режиссёр Аллан Дуон.
- Мориони Олсен, The Three Musketeers (1935)
- Алан Хейл — Человек в Железной маске / The Man in the Iron Mask (США; 1939) режиссёр Джеймс Уэйл.
- Гиг Йонг, The Three Musketeers (1948)
- Джино Черви, Les trois mousquetaires (1953)
- Джон Коликос, The Three Musketeers (TV movie) (1960)
- Франк Финлэй, The Three Musketeers (1973), The Four Musketeers (1974), and The Return of the Musketeers (1989)
- Алан Хейл, The Fifth Musketeer (1979)
- Валентин Смирнитский — в фильмах Д’Артаньян и три мушкетёра (1978), Мушкетёры двадцать лет спустя (1992), Тайна королевы Анны или мушкетёры 30 лет спустя (1993), Сокровища кардинала Мазарини, или возвращение мушкетёров (2009)
- Оливер Платт, The Three Musketeers (1993)
- Рауль Билерей, La Fille de d’Artagnan (1994)
- Жерар Депардьё — Человек в железной маске (1998)
- Стивен Спайрс, The Musketeer (2001)
- Джон Рис-Дэвис — Секретные приключения Жюля Верна (2000), Мадемуазель Мушкетёр (2003)
- Рэй Стивенсон — Мушкетёры (англ. The Three Musketeers) (2011)
- Алексей Макаров в фильме «Три мушкетёра» (2013)
- Говард Чарльз в сериале «Мушкетёры» (2014)
- Пио Мармай в дилогии «Три мушкетёра» (выход запланирован на 2023 год).